# 扭藿香属
扭藿香属（学名：Lophanthus）是唇形科下的一个属，为多年生草本植物。该属共有约18种，分布自伊朗至俄罗斯及蒙古。